# Lobocleta panerema
Lobocleta panerema är en fjärilsart som beskrevs av Dyar 1916. Lobocleta panerema ingår i släktet Lobocleta och familjen mätare. Inga underarter finns listade i Catalogue of Life.